# Sheemahant River
Sheemahant River är ett vattendrag i Kanada.   Det ligger i provinsen British Columbia, i den sydvästra delen av landet, 3 700 km väster om huvudstaden Ottawa. Sheemahant River ligger vid sjön Owikeno Lake.
Trakten runt Sheemahant River är permanent täckt av is och snö. Trakten runt Sheemahant River är nära nog obefolkad, med mindre än två invånare per kvadratkilometer.